# Meunasah Rayeuk (Lhoksukon)
Meunasah Rayeuk is een bestuurslaag in het regentschap Aceh Utara van de provincie Atjeh, Indonesië. Meunasah Rayeuk telt 211 inwoners (volkstelling 2010).